# Anne Shilcock
Anne Shilcock (* 13. Juni 1932 in Hartfield, England; † April 2019 in Südafrika) war eine britische Tennisspielerin aus England.

## Erfolge
1955 gewann Shilcock, die ihre aktive Zeit in den 1950er Jahren hatte, mit ihrer Landsfrau Angela Mortimer in Wimbledon die Konkurrenz im Damendoppel. Sie besiegten  Shirley Bloomer und Patricia Ward Hales im Endspiel mit 7:5, 6:1.